# (8530) Korbokkur
(8530) Korbokkur (1992 UK5) – planetoida z pasa głównego asteroid okrążająca Słońce w ciągu 3,55 lat w średniej odległości 2,32 au. Odkryta 25 października 1992 roku.